# Clairy Polak
Clairy Ruth Polak (Amsterdam, 30 mei 1956 – aldaar, 31 augustus 2023) was een Nederlandse journaliste, radio- en televisiepresentatrice en schrijfster.

## Biografie
Polak, geboren en getogen in Amsterdam, was enig kind van de cabaretiers Katja Berndsen en Alexander Pola, de artiestennaam van Abraham Polak.

### Radio- en tv-werk
Polak begon na het gymnasium haar mediacarrière bij de Uitkrant. In 1987 presenteerde ze uitzendingen voor PvdA in het kader van de Zendtijd voor Politieke Partijen.
In 1988 ging ze werken als bureauredacteur bij de VARA. Twee jaar later werd ze daar politiek verslaggever voor de radio. Later werd ze onder meer presentator van het radioprogramma De Editie. In 1995 maakte ze de overstap naar het Radio 1 Journaal, waar ze op 1 september aan de slag ging. In 1998 werd ze uitgeroepen tot beste radiomaker van dat jaar. In 2002 keerde Polak terug bij de VARA, waar ze op 1 juni 2002 de presentator werd van de radioprogramma's De Ochtenden en Ophef en Vertier.
Toen ze door VARA-voorzitter Vera Keur gevraagd werd het actualiteitenprogramma NOVA te presenteren, stopte Polak met het presenteren van Ophef en Vertier. NOVA was haar debuut als televisie-presentatrice. Ze was hier van 27 januari 2003 tot 2 september 2010 presentatrice. In 2010 ontving ze de Sonja Barend Award vanwege haar interview met Hans van Goor in NOVA in 2009. Op 12 november 2005 was ze te gast in Dit was het nieuws, met René Mioch. In 2009 kwam er behoefte aan een nieuw actualiteitenprogramma in de plaats van NOVA. Het kreeg de naam Nieuwsuur. Polak zou alsnog interviewer voor dit programma worden. Dit bleef ze tot oktober 2010. Sinds de zomer van 2006 was zij daarnaast Buitenhof gaan presenteren, in afwisseling met Peter van Ingen en Pieter Jan Hagens. Op 10 juni 2012 stopte ze met haar aandeel in het programma Buitenhof om zich nog meer te richten op de radio, waar ze Maartje van Weegen opvolgde als presentator van het Radio 4-programma De Klassieken. Ze was toen al presentator van het radioprogramma Met het Oog op Morgen. Zij deed dit tot 1 januari 2014.
Vanaf 2011 presenteerde ze het Human-programma Het Filosofisch Kwintet, waarin ze samen met filosoof Ad Verbrugge (tot 2016) en wisselende gasten een actueel thema besprak. Sinds 2017 presenteerde ze dit programma zonder Verbrugge, maar met een wisselende stamgast. Daarnaast presenteerde ze het programma De Waan van de Dag en het VPRO TV Lab-programma Take 10, dat in totaal tweemaal werd gemaakt.
Ze ontving onderscheidingen als Beste radiomaker 1998, de Sonja Barend Award 2010 en in 2014 de Ere-Zilveren Reissmicrofoon.

### Ander werk
In 2017 speelde zij een rol in het toneelstuk Terror, als voorzitter van de rechtbank. In 2017-2018 was Polak het journalistieke geweten bij de podcast-app Trees van Human en de VPRO. In 2019 verscheen haar debuutroman Voorbij, voorbij over haar eigen leven en dat van haar man Nico Commijs (1944-2019), een financieel adviseur, die op 75-jarige leeftijd aan alzheimer overleed.

### Overlijden
Polak overleed op 31 augustus 2023 op 67-jarige leeftijd in Amsterdam. Ze was al enige tijd ongeneeslijk ziek.

## Opvattingen
Polak vertelde in verschillende interviews dat radio haar voorkeur heeft. Bij de radio gaat het volgens Polak meer over de inhoud en het medium is sneller. Op de radio werd Polak vaak als "haaibaai" gezien door haar felle manier van interviewen. Rond 2008/2009 werd zij als het gezicht van linkse journalistiek gezien, wat deel uitmaakte van het algehele verwijt dat de actualiteitenprogramma's te politiek-links georiënteerd zouden zijn. Polak beet in een interview in Elsevier van zich af: "Het idee heerst dat kritisch zijn hetzelfde is als links zijn. Ik weet wel dat ik een kritische journaliste ben en dat wil ik ook zijn. Maar ik wil niet worden weggezet als een linkse journaliste. Enfin, de discussie is nu in mijn voordeel beslist".

## Publicaties
Onder meer
- 1986 met Marijke Hoving en Sieto Hoving: Het is nooit beloofd dat het leuk zou worden, Kampen: La Rivière & Voorhoeve, [1986].
- 1987 met Kors van Bennekom en Coen Whi: Uitmarkt: de opening van het culturele seizoen, Amsterdam: AUB Amsterdams Uit Buro, 1987.
- 1997 met Bo van der Meulen: [Jan Kal], geen plaats: VARA, 1997. Reeks Ophef en vertier, 08-12-1997. Audioboek. Gesprek met dichter Jan Kal over zijn bundel '1000 sonnetten' (1997).
- 2005: 26000 gezichten, het debat, [geen plaats], 2005. Video over uitgeprocedeerde asielzoekers.
- 2010: Europa: situatie in Ierland, Hilversum: NPS/VARA/VPRO, 2010. Dvd-video, Buitenhof, 28-11-2010.
- 2012 met Ad Verbrugge en Marc Joosten: De ziel van de verzorgingsstaat, Hilversum: Human, 2012. Reeks: Het filosofisch kwintet, video.
- 2019: Voorbij, voorbij, roman, Amsterdam: Meulenhoff, [2019].

- Gemeinsame Normdatei: 1192531779
- International Standard Name Identifier: 0000 0003 6917 5047
- Nederlandse Thesaurus van Auteursnamen: 072234881
- Parlement.com: vj28jlru2kwj
- Virtual International Authority File: 288577408
- WorldCat: E39PBJbGQyKcVcYWRg9HpjD6rq